# Крушение на Веребьинском обходе
Крушение на Веребьинском обходе — крушение поезда, произошедшее в ночь со вторника 25 на среду 26 января 2000 года на Веребьинском обходе главного хода Октябрьской железной дороги в результате столкновения пассажирского поезда с грузовым.

## Предстоящие обстоятельства
25 января 2000 года в 23:30 проходной светофор № 41 по I-му главному пути перегона Торбино — Мстинский Мост  участка Бологое — Чудово начал подавать красный сигнал на свободный путь. В 2:11 дежурная по станции участка Чудово — Окуловка Шилькова Л. В. связалась с дежурной по станции Торбино Сергиенко Е. Г., чтобы та связалась с грузовым поездом № 3414. Он должен был забрать электромонтёра Сидорова С. А. и высадить его у неисправного светофора № 41. Это не было отмечено дежурной Сергиенко Е. Г. в специальном журнале формы ДУ-2, что является нарушением инструкций. 
В остановочном пункте Веребье грузовой поезд № 3414 забрал Ефимова Е. Ю. и в 2:52  высадил его у светофора № 39, забрал оттуда Сидорова С. А. и продолжил путь к светофору № 41. 

## Крушение
Через 15 минут после того, как грузовой поезд № 3414 проследовал станцию Торбино, за ним на скорости около 120 км/ч проследовал опаздывающий на 25 минут пассажирский поезд № 612 Невель — Санкт-Петербург, ведомый электровозом ЧС2Т−982 под управлением локомотивной бригады, состоящей из машиниста 3-го класса Андрея Огнева и помощника машиниста Михаила Токарева. 
Дежурная по станции Торбино Сергиенко Е. Г. не предупредила бригаду пассажирского поезда о незапланированной остановке грузового поезда. Помимо этого, на всех впереди расположенных светофорах горели зелёные огни, поэтому поезд № 612 нагонял опоздание, считая, что путь свободен. Он проехал проходные зеленые сигналы светофоров № 16, 14, 12 и 10, когда после проезда светофора № 8 на локомотивном светофоре вдруг загорелся белый огонь, а через несколько сотен метров бригада увидела неожиданно появившийся из-за поворота хвост грузового поезда № 3414, который в это время ехал со скоростью 20—25 км/ч. 
Андрей Огнев применил экстренное торможение, но малое расстояние при высокой скорости привело к тому, что в 2:54 на 194 километре  пассажирский поезд на скорости 109 км/ч врезался в хвостовой грузовой вагон гружёный лесом. От удара электровоз и 2 пассажирских вагона сошли с рельсов и рухнули с откоса насыпи, а третий вагон, хоть и сошёл с рельсов, но едва устоял. Также с рельсов сошли 4 последних грузовых вагона.
В крушении были разбиты электровоз и 5 вагонов, сбита опора контактной сети и разрушено 150 метров пути. Погиб помощник машиниста 40-летний Михаил Токарев и были ранены 15 человек, причём машинист Андрей Огнев и один пассажир получили тяжёлые травмы, а 13 пассажиров — лёгкие. Общий перерыв движения на участке составил 9 часов 50 минут, а непосредственно по II-му пути 21 час 20 минут, что вызвало задержку 18 поездов суммарной продолжительностью 72 часа 42 минуты.

## Расследование
Изначально главный инженер управления Октябрьской железной дороги Николай Саенко в различных телеинтервью, взятых утром после крушения, отрицал неисправность светофоров, но расшифровка скоростемерной ленты с электровоза ЧС2Т−982 показала, что как минимум 4 светофора до места крушения сигнализировали зеленым разрешающим сигналом. Также проходной светофор № 6 горел зелёным, хотя поезд № 3414 находился на перегоне за ним. При осмотре релейного шкафа данного светофора было обнаружено, что на контактах кодовключающего реле КВ и возбуждения приёмника ППЗ-9/8 рельсовой цепи были срезаны перемычки, из-за чего возникла ложная свободность рельсовой цепи. Также следы срезанных перемычек были обнаружены в релейных шкафах светофоров № 8 и 10. Выяснилось, что после установки системы и ввода её в эксплуатацию 3 ноября 1999 года, работники Чудовской дистанции СЦБ ни разу не проверяли её работу и соответствие технической документации. 28 января 2000 года, то есть через 2 дня после происшествия, был проведён эксперимент, который подтвердил нарушения в работе системы тональной автоблокировки данного перегона. Существует также версия, что сама эта система имела конструктивные недостатки, которые были обнаружены и устранены лишь после крушения поезда № 612.

## Дальнейшая судьба участников
Машинист Андрей Борисович Огнев после выздоровления вернулся на должность машиниста электровоза. Умер 12 мая 2010 года.